# Europese kampioenschappen kyokushin-kan karate 2015 (KI)
De Europese kampioenschappen kyokushin-kan karate 2015 waren door Kyokushin-Kan International (KI) georganiseerde kampioenschappen voor kyokushinkai karateka's. De vijfde editie van de Europese kampioenschappen vond plaats in het Duitse Berlijn.

## Resultaten
| Gewichtsklasse    | Goud             | Zilver               | Brons                           |
| ----------------- | ---------------- | -------------------- | ------------------------------- |
| Lichtgewicht      | Andrei Zinchenko | Sergo Movsesyan      | Dilyan Nikolov Semen Moskalenko |
| Middengewicht     | Khasai Magomedov | Sultakhan Adzhiev    | Ivan Komanov Omar Magomedov     |
| Zwaargewicht      | Emil Bitkash     | Artem Solovyev       | Deyan Bratkov Georgi Doychev    |
| Superzwaargewicht | Shamil Ramazanov | Lasha Ozbetelashvili | Mitko Yanev Andriy Hyshko       |